# Demain tout commence
Pour plus de détails, voir Fiche technique et Distribution.
Demain tout commence est un film français sorti en 2016, écrit et réalisé par Hugo Gélin, et inspiré du film mexicain Ni repris ni échangé sorti en France en 2013. C'est à la fois une comédie de mœurs et un mélodrame. Il relate l'histoire d'un père (Omar Sy) qui élève, avec l'aide d'un ami, sa petite fille, que sa mère a abandonnée à sa naissance et qui vient la reprendre huit ans plus tard.
Le film surprend par sa thématique. Il rencontre néanmoins un succès public notable.

## Synopsis
Samuel (Omar Sy), coureur, fêtard et un peu glandeur vit au bord de la mer dans le sud de la France. Sans attache, il tombe des nues le jour où Kristin (Clémence Poésy), conquête d'un soir, visiblement paumée, lui dépose Gloria, sa fille de quelques mois, dans les bras. Incapable de s'occuper d'elle, il se lance dans une course poursuite pour lui rendre sa fille et se retrouve à Londres. Il a perdu sa trace, il n’a pas un centime en poche et ne parle pas un mot d’anglais. Heureusement, il rencontre Bernie (Antoine Bertrand), un Français homosexuel qui travaille dans le cinéma et qui lui propose un travail de cascadeur.
Samuel apprend le métier de cascadeur et celui de père sur le tas, sans trop de casse pour la petite. Il se prend au jeu, car, pour lui, la vie sera toujours un jeu et Gloria (Gloria Colston) est bien d’accord avec lui là-dessus. Bernie aussi. Toutes les copines de Gloria à l’école ont une mère, où est la sienne ? Samuel lui a inventé une mère agent secret, qui correspond avec elle sur Internet et pourrait débarquer un jour à Londres entre deux missions.
Un jour, effectivement, alors que Gloria a huit ans, elle débarque. Elle vient de New York avec son compagnon, avec désir de maternité retrouvé et dans l’intention de repartir outre-Atlantique avec Gloria.

## Fiche technique
Sauf indication contraire, les informations mentionnées dans cette section peuvent être confirmées par la base de données cinématographiques IMDb,  présente dans la section « Liens externes ».
- Titre original français : Demain tout commence
- Titre anglophone international : Two Is a Family
- Réalisation : Hugo Gélin
- Scénario : Hugo Gélin, Mathieu Oullion et Jean-André Yerlès, avec la collaboration d'Igor Gotesman, d'après l’œuvre originale d'Eugenio Derbez, Leticia López Margalli et Guillermo Ríos
- Musique : Rob Simonsen
- Montage et photographie : Nicolas Massart
- Costumes : Isabelle Mathieu
- Décors : Emma Davis et Hélène Rey
- Producteur : Stéphane Célérier et Philippe Rousselet
- Production : Vendôme Production
- Budget : 17 540 562 euros[3]
- Distribution : TF1 Films Productions
- Pays d'origine :  France (80%),  Royaume-Uni (20%)
- Format : couleur - 2,35:1 - 35 mm
- Durée : 118 minutes
- Genre : comédie dramatique
- Dates de sortie :
  -  France,  Belgique,  Suisse romande : 7 décembre 2016
  -  Québec : 7 avril 2017
- Il est tourné entre le Rayol-Canadel-sur-Mer dans le Var et Londres.

## Distribution
- Omar Sy : Samuel
- Clémence Poésy : Kristin
- Gloria Colston : Gloria
- Antoine Bertrand : Bernie
- Ashley Walters : Lowell
- Anna Cottis : Miss Appleton
- Clémentine Célarié : Samantha
- Raphael Von Blumenthal : Tom
- Raquel Cassidy : l'institutrice de Gloria
- Howard Crossley : le juge
- Anabel Lopez : Jenny
- Ruben Alves : le serveur de la soirée
- Alice David : L'une des jeunes femmes à la soirée
- Mona Walravens : L'une des jeunes femmes à la soirée
- Solo : Le père de Samuel
- Cécile Cassel : Lila, l'hôtesse de l'air
- Antoine Gouy : un stewart
- Guillaume Bouchède : un stewart
- Noémie Kocher : La mère de famille sur le yacht
- Bertrand Combe : Le père de famille sur le yacht
- Patrice Melennec : L'agent de sécurité à l'aéroport
- Elaine Caulfield : l'assistante du médecin
- David Lowe : un passager de l'avion

## Production
L'ouvrage éponyme de Danièle Delorme, la grand-mère d'Hugo Gélin, est à l'origine du titre du film.

## Accueil

### Critiques
Les critiques sont positives. Moyenne : 3,6 sur 4 (qu'Allociné transforme en 3,2 sur 5 avec son système d’évaluation qui rajoute un point à toutes les notes). Les critiques les plus clémentes trouvent le film drôle, ce qui est très insuffisant pour en faire un bon film. Pour Gala : "Omar revient aux sources de son succès." et ponctue sa critique d'un « Du rire aux larmes ». Plus exigent aVoir-aLire.com le dit « Maladroit et tendre », et ajoute avec un peu de condescendance, que ce film, grâce à sa fraîcheur et son dynamisme, séduira le public familial ciblé.
Le Journal du dimanche, le qualifie de cette façon « Regorge de bonnes idées (...), mais souffre de quelques maladresses scénaristiques ». Les autres critiques sont plus directes. Pour Le Figaro, « Hugo Gélin tire les grosses ficelles (...) et signe une mise en scène à la louche. » Les Fiches du Cinéma parlent d’un « mélodrame mièvre » et affirment que « Ces aventures d’Omar Sy à Londres sont lourdes ». La Voix du Nord conclut, « ça racole sec. »

### Public
Un large public s'est déplacé dans les salles de cinéma à l’occasion de la sortie de ce film puisqu’il a enregistré 3,2 millions d’entrées. Soit 23,3 millions de dollars. Sur le plan mondial (France comprise) il a rapporté 43,9 millions de dollars alors qu’il en avait coûté 17,5 millions. Taux de rentabilité : 251 %.

#### Box-office
| Rang | Pays ou région | Box-office (en $) | Date de sortie  |
| ---- | -------------- | ----------------- | --------------- |
| 1    | France         | 23.337.388        | 7 décembre 2016 |
| 2    | Italie         | 7.827.815         | 20 avril 2017   |
| 3    | Allemagne      | 6.937.802         | 5 mai 2017      |
| 4    | Espagne        | 3.430.542         | 3 mars 2017     |
| 5    | Pays-Bas       | 2.828.384         | 26 janvier 2017 |
| 6    | Russie         | 1.741.939         | 12 janvier 2017 |
| 7    | Pologne        | 1.188.782         | 10 mai 2017     |
| 8    | Brésil         | 382.761           | 29 juin 2017    |
| 9    | Slovaquie      | 355.737           | 9 mars 2017     |
| 10   | Mexique        | 239.074           | 21 juillet 2017 |

## Distinctions
- Festival de l'Alpe d'Huez 2018 : Prix Unifrance de la meilleure comédie[7].